# Oleg Zemlyakov
Oleg Zemlyakov (Petropavl, 7 de julio de 1993) es un ciclista profesional kazajo.

## Palmarés
2014
- 2.º en el Campeonato de Kazajistán Contrarreloj

2015
- Campeonato de Kazajistán de Ruta

2016
- Tour de Filipinas,[1] más 1 etapa[2]